# Jacques Gamblin
Jacques Gamblin, född 16 november 1957, fransk skådespelare. Filmåret 2018 gestaltade han den självlärde stenhuggaren och lantbrevbäraren Ferdinand Cheval som i början av 1900-talet byggde ett "idealpalats" på landsbygden i södra Frankrike.

## Filmografi
- Sommar vid Loire (1999)
- Lögnens färg (1999)
- 2002 – Carnages
- Dissonances (2003)
- Brevbäraren som byggde ett palats (2018)